# Sabaces
Sabaces là một thống đốc Ai Cập dưới quyền Darius III. Trong khi Darius tham gia chiến dịch chống Alexandros Đại Đế ông đã hưởng ứng cùng Darius trong năm 333 TCN trong trận Issus. Tại đây Sabaces cùng bốn thủ lĩnh khác bị giết.
Một thời gian trước trận Issus Sabaces rời Ai Cập cùng quân đội của ông để gia nhập Darius III ở Syria và ủng hộ ông trong cuộc chiến chống lại Alexander Đại đế. Khi trận Issus diễn ra (tháng 11 năm 1993 TCN) Alexander và những người lính của ông đã chiến đấu theo cách của họ thông qua quân địch cho đến khi họ đến gần Darius III, cuộc sống của họ bị đe doạ. Darius III được bảo vệ bởi những người Ba Tư cao quý nhất, trong số đó còn Sabaces, người đã bị giết. Vua Ba Tư trốn chạy vì sợ cuộc đời mình; Do đó người Macedonia chiến thắng.
Mazaces có lẽ là người kế nhiệm Sabaces ở Ai Cập, nhưng vì Sabaces đã chiếm được gần như toàn bộ lực lượng chiếm đóng, Mazaces đã không thể tổ chức cuộc kháng chiến quân sự chống lại người Macedonia. Do đó, Alexander Đại Đế đã có thể lấy Ai Cập mà không chiến đấu (332 TCN).